# Leptis Magna
Ruinbyen Leptis Magna (eller Lepcis Magna; arabisk Lebda) ligger ca. 120 km øst for Tripoli i dagens Libyen. Byen blev antagelig grundlagt af fønikerne omkring 1100 f.Kr. og fik en betydeligere rolle, efter at Karthago blev en magtfaktor i Middelhavsområdet i 300-tallet f.Kr.

## Romersk by
Efter den tredje puniske krig 146 f.Kr. blev Leptis Magna en del af Romerriget, selv om den fra ca. 200 f.Kr. havde haft stor grad af selvstændighed. Selvstændigheden varede til Tiberius' regeringstid, da byen blev en del af den romerske provins Africa Terra, hvor den snart blev en af de vigtigste handelsbyer. Byens betydning voksede under Septimius Severus' kejsertid (193-211). Septimus var født og opvokset her og bidrog til byens vækst. Den blev på den tid regnet som den tredjevigtigste by i den afrikanske provins efter Alexandria og Karthago.
Byen mistede sin betydning i 200-tallet e.Kr., da handelen aftog under en økonomisk nedgangstid. Ved midten af 300-tallet var store dele af byen forladt, og i 439 havnede byen og det øvrige Tripolitanienområde i vandalernes magt, og bymurene blev revet ned på kong Geiseriks ordre. I 523 blev byen yderligere ødelagt af berberne, før den byzantinske kejser Justinian erobrede området 10 år senere. I ca. 120 år var byen en beskeden byzantinsk provinshovedstad, før den blev forladt omkring 650.

## Ruinerne
I dag står ruinerne af Leptis Magna som et af de mest omfattende og imponerende byanlæggelser fra romersk tid med amfiteater, tempel og romerske bade. Byen blev derfor i 1982 optaget på UNESCOs Verdensarvsliste for Afrika.
Under udgravningerne til en villa i byen i september 2000 fandt tyske arkæologer fem farverige mosaikker på ni meter. De viser en jæger, som nærmer sig en hjort, fire unge, som slås med en tyr og en gladiator, som hviler, mens han betragter sin slagne modstander. Mosaikkerne blev fundet på væggen i badehuset i en romersk villa i Wadi Lebda. Arkæologerne karakteriserede fundet som et af de fineste, der var gjort.